# 萱峠 (岩手県・秋田県)
萱峠（かやとうげ）は、岩手県和賀郡西和賀町から秋田県横手市を結ぶ峠である。標高は644m。
藩政時代、盛岡藩領と久保田（秋田）藩との境にあり、南部藩の鉄や三陸沿岸の塩、久保田藩の海産物、木綿などの輸送が行われ、
久保田藩は1721年（享保6年）より出羽国平賀郡山内村 大松川福万（ふくまん）の境口に、代々拠人を勤める黒沢氏により往来の旅人・物資の監視に当たらせた。
現在、峠は広域基幹林道萱峠線が経由している。

## 参考資料
- 「角川日本地名大辞典」編纂委員会『角川日本地名大辞典 3 岩手県』角川書店、1985年3月8日。ISBN 4-04-001030-2。
- 「角川日本地名大辞典」編纂委員会『角川日本地名大辞典 5 秋田県』角川書店、1980年3月8日。ISBN 4-04-001050-7。